# Eiskratzer

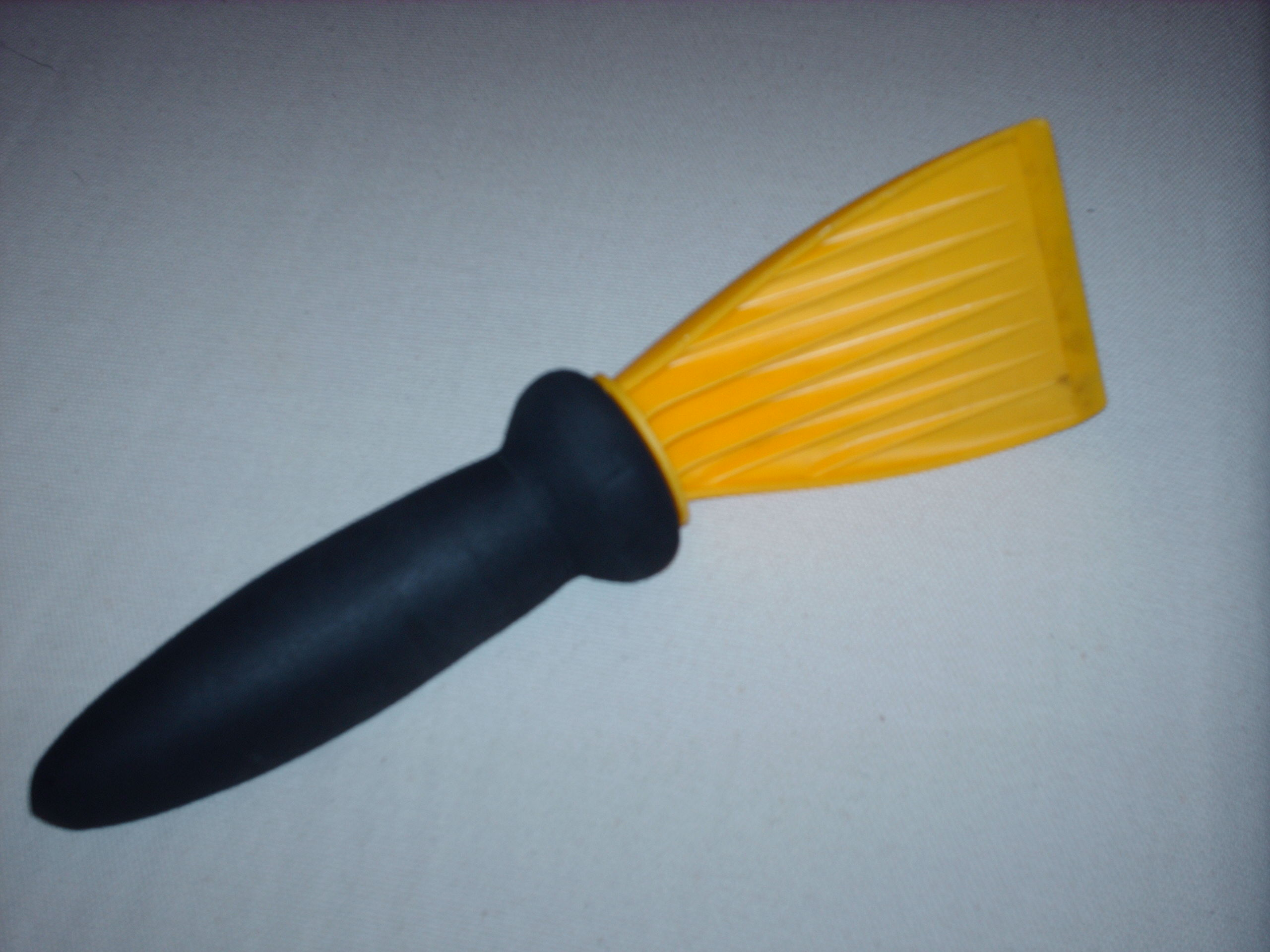
Eiskratzer mit Schaumstoffgriff

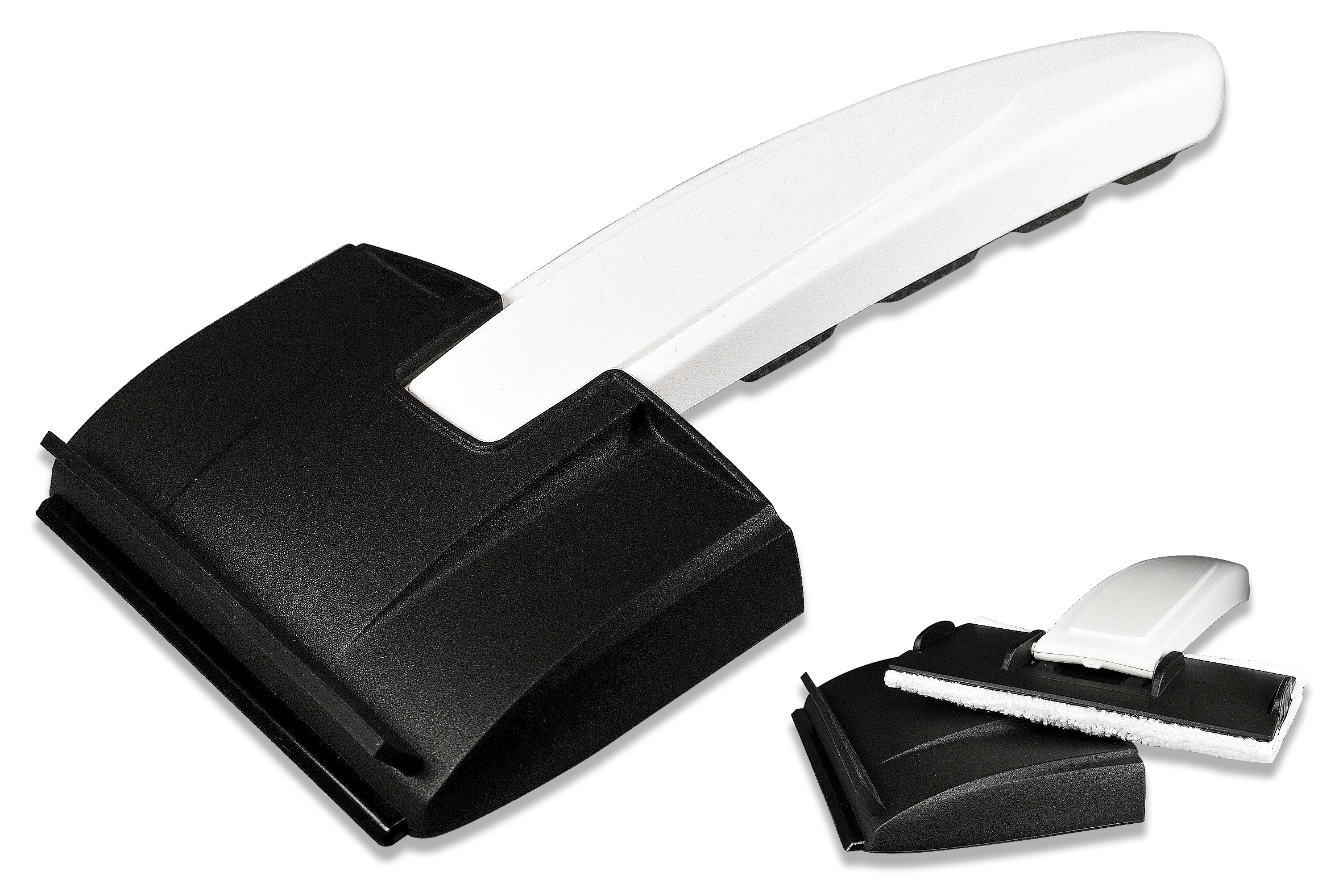
Eiskratzer mit integriertem Scheibeninnenreiniger

Ein Eiskratzer (auch: Eisschaber) ist ein Werkzeug zum Entfernen von Eis auf glatten Oberflächen.

## Formen
In seiner bekanntesten Form besteht der Eiskratzer aus einem Griff, der in eine quer dazu stehende Klinge übergeht. Die Klinge selbst ist bei heutigen Eiskratzern meist nur an einer Seite glatt, während die andere Seite ein Profil aus scharfen Zacken aufweist. 
Eiskratzer bestehen heute fast immer aus Kunststoff und finden ihren Einsatz bevorzugt bei der Enteisung von Fahrzeugscheiben. Insbesondere für diesen Zweck wurden Versionen mit den Griff umschließendem Handschuh entwickelt, die die Arbeit des Eiskratzens durch Fernhalten gelöster Eispartikel von der Handoberfläche angenehmer gestalten.
Als günstiges, aber häufig benötigtes Fahrzeug-Utensil ist der Eiskratzer ein beliebtes Trägermedium für Werbeaufdrucke. Ebenso existieren Parkscheiben mit integrierten Eiskratzern.

## Anwendung
Die scharfzackige Seite dient dem Aufbrechen häufig vorkommender stärkerer Eisschichten bzw. der Vorbehandlung dünner, dafür aber fester Eisbeläge. Dazu wird der Eiskratzer von den Seiten her waagerecht zur Scheibenmitte geführt.
Mit der glatten Seite der Klinge wird das so behandelte Eis dann von der Oberfläche gelöst und entfernt.

## Rechtliches
Laut § 23 StVO hat in Deutschland jeder Fahrzeugführer u. a. dafür Sorge zu tragen, dass seine Sicht nicht durch den Zustand des Fahrzeuges beeinträchtigt wird. Dazu gehört auch, alle Fahrzeugscheiben von Eis zu befreien. Es reicht nicht aus, lediglich ein „Sichtfenster“ in das Eis zu kratzen.